# Nina Hagen Band (album)
Nina Hagen Band is een album van de Nina Hagen Band uit 1978.
Het eerste album van de Nina Hagen Band kwam de Album Top 50 binnen op 6 januari 1979.

## Inleiding
Bij de oorspronkelijke langspeelplaat was een apart inlegvel toegevoegd met daarop uitgetypt de teksten van de nummers, plus illustraties en geschreven stukken tekst door Nina Hagen. Het album start met een in het Duits vertaald nummer van The Tubes, White Punks on Dope. De Duitse titel is TV-Glotzer. Voordat het nummer begint is een omroepster te horen (Nina Hagen) met de tekst "Einen recht schönen guten Abend, meine Damen & Herren! Ich begrüße Sie recht herzlich zu unserem heutigen Fernsehprogramm und wünsche Ihnen einen recht guten Empfang.", om dan los te barsten met "Allein! die Welt hat mich vergessen". Het tweede nummer van het album is Rangehn, dat Hagen al in 1975 in de DDR had opgenomen. Het album vervolgt met Unbeschreiblich weiblich, een onvervalst feministisch strijdlied ("Ich hab keine Lust meine Pflicht zu erfülln! Für dich nich, für mich nich, ich hab keine Pflicht"). Daarna volgt Auf'm Bahnhof Zoo over de liefde tussen vrouwen, en kant een van de langspeelplaat sluit af met Naturträne. In dit laatste nummer is de klassieke scholing van Hagen goed te horen, met uithalen in een zeer hoog bereik.
De tweede kant van het album begint met Superboy en vervolgt met het wat hijgerige Heiss. Het derde nummer van de tweede kant is Fisch im Wasser, de negen zinnen van dit nummer worden twee keer gezongen, en daarna nog een keer achteruit gespeeld. Auf'm Friedhof heeft een wat gotisch tintje, waarin gekoketteerd wordt met het vampirisme. Der Spinner is een prachtige rock-ballad met fantasievolle zinnen ("Bei Wertheim gab es Salamander, Ich bring dir einen mit ins Moos"). Het album sluit af met het punky Pank, wederom een feministisch manifest.
Hagen schreef alle teksten zelf. De muziek is gecomponeerd door de bandleden, en soms door Hagen zelf (Naturträne, Fisch im Wasser en Pank).

## Musici
- Nina Hagen - zang
- Bernhard Potschka - gitaar
- Manfred Praeker - basgitaar
- Reinhold Heil - toetsinstrumenten
- Herwig Mitteregger - slagwerk

## Muziek
| Nr. | Titel                            | Duur |
| --- | -------------------------------- | ---- |
| 1.  | TV-Glotzer (White Punks on Dope) | 5:15 |
| 2.  | Rangehn                          | 3:27 |
| 3.  | Unbeschreiblich weiblich         | 3:30 |
| 4.  | Auf'm Bahnhof Zoo                | 5:25 |
| 5.  | Naturträne                       | 4:05 |
| 6.  | Superboy                         | 4:01 |
| 7.  | Heiss                            | 4:11 |
| 8.  | Fisch im Wasser                  | 0:51 |
| 9.  | Auf'm Friedhof                   | 6:15 |
| 10. | Der Spinner                      | 3:15 |
| 11. | Pank                             | 1:45 |

## Album Top 100
Het album verbleef 24 weken in de Nederlandse albumlijst.
| Hitnotering: 13-1-1979 t/m 29-6-1979 | Hitnotering: 13-1-1979 t/m 29-6-1979 | Hitnotering: 13-1-1979 t/m 29-6-1979 | Hitnotering: 13-1-1979 t/m 29-6-1979 | Hitnotering: 13-1-1979 t/m 29-6-1979 | Hitnotering: 13-1-1979 t/m 29-6-1979 | Hitnotering: 13-1-1979 t/m 29-6-1979 | Hitnotering: 13-1-1979 t/m 29-6-1979 | Hitnotering: 13-1-1979 t/m 29-6-1979 | Hitnotering: 13-1-1979 t/m 29-6-1979 | Hitnotering: 13-1-1979 t/m 29-6-1979 | Hitnotering: 13-1-1979 t/m 29-6-1979 | Hitnotering: 13-1-1979 t/m 29-6-1979 | Hitnotering: 13-1-1979 t/m 29-6-1979 | Hitnotering: 13-1-1979 t/m 29-6-1979 | Hitnotering: 13-1-1979 t/m 29-6-1979 | Hitnotering: 13-1-1979 t/m 29-6-1979 | Hitnotering: 13-1-1979 t/m 29-6-1979 | Hitnotering: 13-1-1979 t/m 29-6-1979 | Hitnotering: 13-1-1979 t/m 29-6-1979 | Hitnotering: 13-1-1979 t/m 29-6-1979 | Hitnotering: 13-1-1979 t/m 29-6-1979 |
| Week:                                | 1                                    | 2                                    | 3                                    | 4                                    | 5                                    | 6                                    | 7                                    | 8                                    | 9                                    | 10                                   | 11                                   | 12                                   | 13                                   | 14                                   | 15                                   | 16                                   | 17                                   | 18                                   | 19                                   | 20                                   | 21                                   |
| ------------------------------------ | ------------------------------------ | ------------------------------------ | ------------------------------------ | ------------------------------------ | ------------------------------------ | ------------------------------------ | ------------------------------------ | ------------------------------------ | ------------------------------------ | ------------------------------------ | ------------------------------------ | ------------------------------------ | ------------------------------------ | ------------------------------------ | ------------------------------------ | ------------------------------------ | ------------------------------------ | ------------------------------------ | ------------------------------------ | ------------------------------------ | ------------------------------------ |
| Positie:                             | 36                                   | 20                                   | 7                                    | 7                                    | 10                                   | 12                                   | 12                                   | 12                                   | 15                                   | 14                                   | 7                                    | 14                                   | 14                                   | 18                                   | 10                                   | 12                                   | 20                                   | 25                                   | 25                                   | 30                                   | 41                                   |
| Week:                                | 22                                   | 23                                   | 24                                   |                                      |                                      |                                      |                                      |                                      |                                      |                                      |                                      |                                      |                                      |                                      |                                      |                                      |                                      |                                      |                                      |                                      |                                      |
| Positie:                             | 46                                   | 38                                   | 45                                   | uit                                  |                                      |                                      |                                      |                                      |                                      |                                      |                                      |                                      |                                      |                                      |                                      |                                      |                                      |                                      |                                      |                                      |                                      |